# Nuon (console de jeux vidéo)
Pour les articles homonymes, voir Nuon.

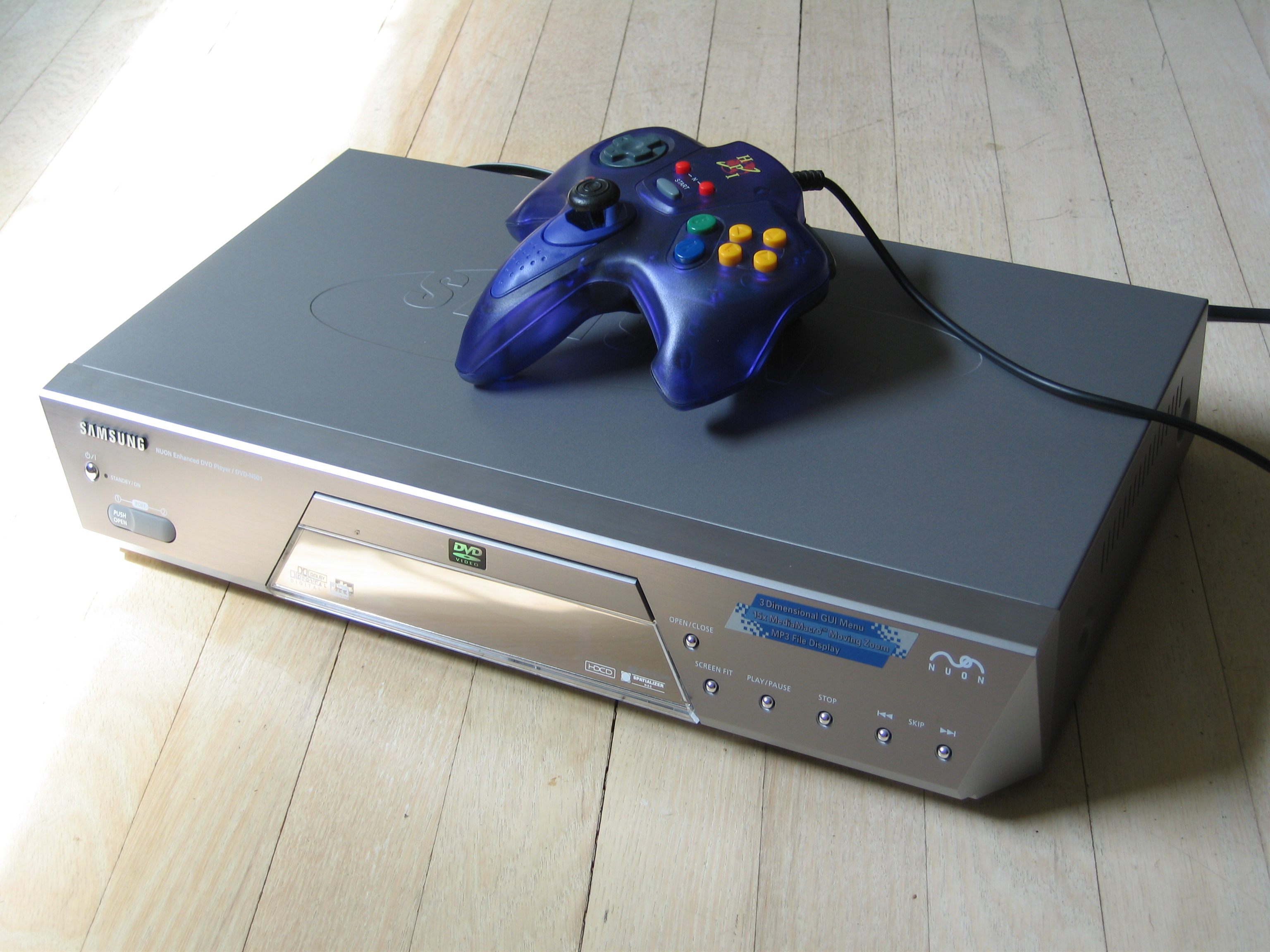
Un lecteur DVD Samsung muni de la fonctionnalité.

La Nuon est une console de jeux vidéo développée par Samsung, sortie courant 2000 et produite jusqu'en 2003. C'est un lecteur multimédia au même titre que la 3DO de Panasonic ou le CD-i de Philips.

## Histoire
VM LAB est le nom d'une petite équipe constituée entre autres d'anciens employés de chez Atari, qui y travaillaient à l’époque de la Jaguar. Leur but était de permettre à chaque foyer de disposer d’une machine ludique et puissante à moindre coût. Pour ce faire, l’idée d’inclure une puce spéciale gérant des capacités 3D dans des lecteurs DVD du commerce fut alors envisagée, et adoptée. Ainsi est née la gamme de lecteurs DVD Nuon, grâce à un partenariat avec le constructeur Samsung.

## Versions
Il existe six modèles de Nuon se différenciant uniquement par leur design et quelques options.
- Nuon N501
- Nuon N504
- Nuon N505
- Nuon N591
- Nuon N775
- Nuon N2000

## Spécificités techniques
- 64 bits
- 16,8 millions de couleurs
- CDrom et DVD

## Liste des jeux
- Ambient Monsters
- Ballistic
- Freefall 3050 - AD
- Iron Soldier 3
- Merlin Racing
- Myst
- Pac-Man
- Tempest 3000
- The Next Tetris